# Philippe de Thaon
Philippe de Thaon o de Thaun fue un monje y poeta anglo-normando de principios del siglo XII.
Philippe de Thaon vivió en Normandía durante el reinado de Enrique I de Inglaterra. Fue autor hacia 1119, del Libro de las Criaturas o Comput, un poema didáctico sobre los cuerpos celestes y los cálculos del calendario. también es autor de un Lapidario, una obra sobre las piedras. Sin embargo, su obra más conocida es el Bestiairio, dedicado a la segunda esposa del rey Enrique, Adelaida de Lovaina. también se le atribuye una versión en prosa del Libro de Sibila.

## Obras
- Le Livre de Sibile, Ed. Hugh Shields, London, Anglo-Norman Text Society, 1979
- Comput, Ed. Ian Short, London, Anglo-Norman Text Society from Birkbeck College, 1984
- Le Bestiaire, Ed. Emmanuel Walberg, Genève, Slatkine Reprints, 1970.